# Roger Casement

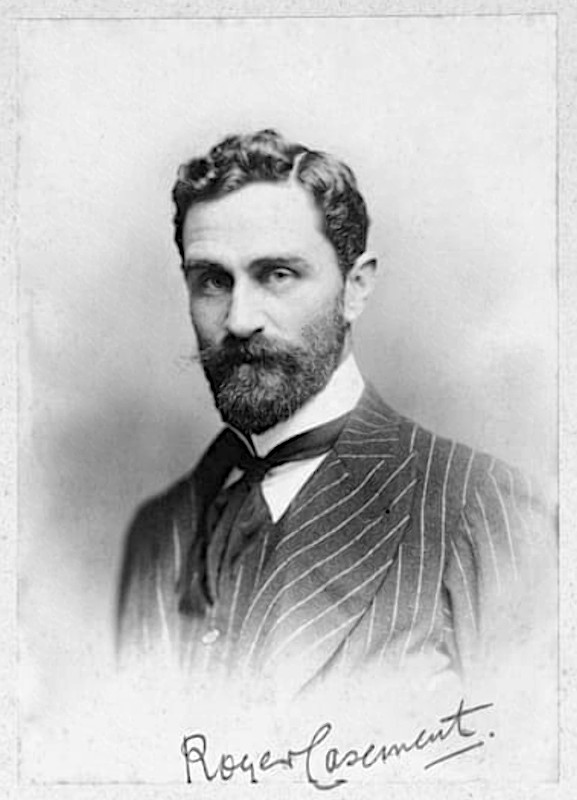
Roger Casement

Roger David Casement, irl. Ruairí Dáithí Mac Easmainn, (ur. 1 września 1864 w Sandycove, dzielnicy Dublina, zm. 3 sierpnia 1916 w Londynie) – irlandzki polityk, patriota, dyplomata Wielkiej Brytanii, poeta i działacz narodowy.

## Życiorys
Od 1892 do 1911 pracował w służbach konsularnych Wielkiej Brytanii. Składał raporty o skandalicznym traktowaniu rdzennych mieszkańców Afryki w Wolnym Państwie Kongo i Indian w Brazylii, za co przyznano mu szlachectwo. Mimo tych zasług dla Wielkiej Brytanii jego uczucie wobec patriotyzmu irlandzkiego wzrastało przeważnie za sprawą oporu prowincji Ulster. W 1914 wyjechał do Ameryki. Tuż po wybuchu I wojny światowej pojechał z Nowego Jorku do Berlina w celu zaskarbienia niemieckiego poparcia dla planów niepodległej Irlandii. 18 miesięcy zajęły mu próby utworzenia "wolnej irlandzkiej brygady", która miała składać się z jeńców wojennych, przetrzymywanych w Niemczech. 21 kwietnia 1916 na pokładzie niemieckiego okrętu wojennego przypłynął do Irlandii. Po wylądowaniu w pobliżu Tralee i – według Alana Palmera – najwyraźniej żywił nadzieję na powstrzymanie mającej wybuchnąć za dwa dni rebelii. Wynikało to z tego, iż zdawał sobie sprawę o niemożliwości udzielenia wsparcia militarnego przez Niemców tzw. Powstaniu Wielkanocnemu w aktualnym etapie I wojny światowej. Kilka godzin po zejściu na ląd aresztowano go. Uznany za winnego na procesie o zdradę stanu, został skazany na karę śmierci i powieszony. Wcześniej wywiad Wielkiej Brytanii dążył do zdyskredytowania go, rozsyłając wśród przeciwników ukarania go szubienicą tzw. Czarne pamiętniki, w których przedstawiony był rzekomy homoseksualizm Casementa i jego fantazje erotyczne.